# 小行星8611
小行星8611（英語：8611）是一颗围绕太阳公转的小行星。1977年10月18日，舒爾特·巴斯在帕洛马山发现了此天体。
这颗小行星的绝对星等为314.3587057292957等。